# Eucodonium brownei
Eucodonium brownei är en nässeldjursart som beskrevs av Gustav Hartlaub 1907. Enligt Catalogue of Life ingår Eucodonium brownei i släktet Eucodonium och familjen Corymorphidae, men enligt Dyntaxa är tillhörigheten istället släktet Eucodonium och familjen Eucodonidae. Arten är reproducerande i Sverige. Inga underarter finns listade i Catalogue of Life.